# Вилхелм Рьонтген
 Вилхелм Конрад Рьонтген (срещано и като Рентген; на немски: Wilhelm Conrad Röntgen) е германски физик.
На 8 ноември 1895 година Рьонтген открива и документира електромагнитно излъчване, известно днес като рентгеново. Апаратът, създаден от Рьонтген за тази цел, е познат като рентген. За това си откритие получава първата Нобелова награда за физика през 1901 година. Той нарича лъчението Х-лъчи, тъй като тяхната природа е била непозната.

## Биография

### Образование и кариера
Роден е на 27 март 1845 година в Ленеп, Германия, като единствен син на собственика на текстилна фабрика Фридрих Рьонтген и неговата съпруга Шарлоте Костанце. Първоначално посещава техническото училище в Утрехт, а после се премества в Цюрих. Завършва Цюрихската политехника (1866) и получава диплома за машинен инженер. Следващите години изучава физика при Аугуст Кунт (само 6 години по-възрастен от него) и защитава дисертация на тема „Изследвания на газовете“. През 1870 г. придружава Кунт като негов асистент във Вюрцбург и публикува във вюрцбургските „Анали на физиката и химията“ първото си научно изследване.
Става професор по физика в Страсбург (1876 – 1879), след това – професор в Хесен и директор на Физическия институт (1879 – 1888). В периода (1888 – 1900) е професор по експериментална физика във Вюрцбургския университет. След 5 години е избран за ректор на университета. В този град прави и голямото си откритие – Х-лъчите.
Следващите години (1900 – 1920) твори в Мюнхенския университет. Първата му научна статия е върху специфичната топлоемкост на газовете. По-късно публикува трудове, свързани с топлинната проводимост на кристалите и влиянието на налягането върху индекса на пречупване, преминаване на поляризирана светлина през магнитно поле и други.
През 1919 г. Рьонтген става почетен член на Немското физическо дружество. След година е пенсиониран от професорското си място в Мюнхен.

### Семейство
На 19 януари 1872 г. се оженва за Анна Берта Лудвиг – дъщеря на цюрихски собственик на пансион. Нямат собствени деца. През 1887 г. семейството взема при себе си шестгодишната Жозефина Берта – дъщеря на починалия единствен брат на Анна, и по-късно я осиновяват.

### Смърт
Рьонтген умира на 10 февруари 1923 г. от рак на 77-годишна възраст в Мюнхен. Счита се, че това не е свързано с работата му с рентгенови лъчи, поради краткотрайността на облъчването и предпазните мерки, които е взимал. Когато умира, вече е останал почти без средства. Съгласно неговото завещание цялата му лична и професионална кореспонденция е унищожена. Погребан е в Гисен в семейното гробище на родителите си.

## Откритие на рентгеновите лъчи
Рентгеновото лъчение е открито на 8 ноември 1895 г. През 1895 г. Рьонтген използва уреди, разработени от неговите колеги, за да изследва електрически разряди във вакуумирани стъклени тръби. В началото на ноември той провежда опити с катодни лъчи в тръби на Ленард. Тръбата на Ленард е обвита в черна хартия, непропускаща видимата светлина, предизвиквана от катодните лъчи и излъчвана от областта около анода. Рьонтген забелязва, че намиращите се на известно разстояние от тръбата бариеви кристали светят в тъмнината. При изключено напрежение на тръбата кристалите не светели повече. Той поставя недалеч от тръбата екран, покрит с бариеви соли, които светвали всеки път, когато включвал напрежението и угасвали след изключването му. Ученият започва да експериментира с различни материали между тръбата и екрана. Картонът, хартията и ебонитът не влияели на яркостта на светене, докато металните предмети хвърляли сянка върху екрана. Той поставя дланта си на пътя на Х-лъчите и на екрана се появява изображение на костите. Меките тъкани обаче се оказват прозрачни за тях.
Статията му „За новия род лъчи“, в която описва свойствата им, е издадена като отделна брошура на всички европейски езици. Но Рьонтген така и не съумява да обясни природата на загадъчните лъчи. Той дори не подозира за съществуването на електроните, а всъщност точно намаляването на тяхната скорост в стъклото на тръбата е причината за тяхното появяване.
Когато заредена частица навлезе във вещество, тя губи от своята скорост и излъчва електромагнитни вълни. Сноп намаляващи скоростта си електрони излъчва вълни с най-различни дължини и затова поражда непрекъснат рентгенов спектър в рамките на съответната част от електромагнитната скала, както и отделни линии на характеристично лъчение, обусловено от йонизацията на веществото на анода и използвано за изследването му.
Много работи на Рьонтген са посветени на изследването на свойствата на течностите, газовете, кристалите, електромагнитните явления. Той открива връзката между електричните и оптичните явления в кристалите. Има славата на най-добрия експериментатор на своето време и създава школа по експериментална физика.